# Aleksandr Kerjakov
Ne doit pas être confondu avec Alexandre Korjakov.
Aleksandr Anatoliévitch Kerjakov (en russe : Александр Анатольевич Кержаков), aussi orthographié Kerzhakov, né le 27 novembre 1982 à Kinguissepp, dans l'oblast de Léningrad en Union soviétique, est un footballeur international russe ayant joué au poste d’avant-centre, et depuis reconverti comme entraîneur.
Son frère cadet, Mikhaïl Kerjakov, joue pour le Zénith Saint-Pétersbourg en tant que gardien de but.

## Biographie

### Carrière en club
Aleksandr Kerjakov est formé au Zénith Saint-Pétersbourg. Il passe la saison 2000 dans le club amateur du Svetogorets Svetogorsk, marquant 18 buts, ce qui aide son équipe à gagner la Ligue régionale du Nord-Ouest.
Il débute avec le Zénith Saint-Pétersbourg en mars 2001. Kerjakov marque son premier but en juin, contre le Spartak Moscou. Avec lui, le Zénith réussit à atteindre la troisième place en 2001, et la seconde en 2003 du Championnat de Russie. En 2004, il est le meilleur buteur du championnat avec 18 buts.
Il est le bourreau de l'Olympique de Marseille en Coupe UEFA lors de la saison 2005-2006 avec le Zénith Saint-Pétersbourg, marquant lors du match retour sur une erreur de Cédric Carrasso. Le Zénith sera finalement éliminé en quarts de finale par le futur vainqueur de l'épreuve, le Séville FC.
Le 29 décembre 2006, il signe un contrat de cinq ans et demi avec le Séville FC. Le montant du transfert est alors estimé à 5 millions d'euros. Kerjakov n'entretenait pas de bonnes relations avec Dick Advocaat, l'entraîneur du Zénith Saint-Pétersbourg. Il joue son premier match sous ses nouvelles couleurs le 14 janvier 2007.
Le 25 février 2008, un peu plus d'un an après son arrivée en Espagne, il fait son retour en Russie en signant un contrat de trois ans avec la formation du Dynamo Moscou lors d'un transfert dont le montant est estimé à 8 millions d'euros.
Le 17 janvier 2010 est officialisé son retour dans son club de cœur, le Zénith Saint-Pétersbourg, pour un montant de 6,5 millions d'euros. Il prend sa retraite à l'issue de la saison 2016-2017.

### Carrière internationale
Aleksandr Kerjakov joua avec l'équipe espoirs de Russie de 2001 à 2002. Il débuta avec la Russie en 2002. Kerjakov participa ainsi à la Coupe du monde 2002 et à l'Euro 2004. En 2003, il disputa également une rencontre avec l'équipe olympique.
Après son transfert vers la Liga, l'entraîneur de la Russie Guus Hiddink écarta Kerjakov, qui ne participa donc pas au match amical contre les Pays-Bas en février 2007. Cependant, après d'excellentes performances sous le maillot sévillan, Guus Hiddink refit appel à lui, et il réalisa un doublé, le match ayant été gagné 2-0 par la Russie.
De 2002 à octobre 2013, il a joué 85 matchs en équipe de Russie et marqué 28 buts.
Lors de la Coupe du monde 2014 au Brésil, il inscrit le but égalisateur face à la Corée du Sud lors du premier match de poules.
Le 3 septembre 2014, lors d'un match amical face à l'Azerbaïdjan, il inscrit un doublé (victoire 4 buts à 0) et devient par la même occasion le meilleur buteur de la sélection russe, dépassant ainsi Vladimir Bestchastnykh (26 buts).

### Carrière d'entraîneur
Devenant entraîneur à l'issue de sa carrière, Kerjakov devient dans un premier temps coordinateur au centre de formation du Zénith Saint-Pétersbourg en juillet 2017. En mars 2018, il est nommé à la tête de la sélection nationale des jeunes russes nés en 2001, qui constitue alors la catégorie des moins de 17 ans. L'équipe devient par la suite la sélection des moins de 18 puis de 19 ans tout au long de son passage.
Durant le mois de septembre 2020, il quitte ses fonctions au sein de l'équipe nationale pour prendre la tête du Tom Tomsk, qui lutte alors pour se maintenir en deuxième division après un début de saison désastreux avec seulement trois points en onze matchs. Sous ses ordres, l'équipe connaît un regain de forme important durant la fin de saison, ne connaissant la défaite qu'une seule fois lors des onze derniers matchs. Cela ne suffit cependant à sauver le club qui termine dix-huitième et en position de relégable. Kerjakov quitte alors ses fonctions peu après la fin de la saison.
À la mi-juin 2021, il est nommé à la tête du FK Nijni Novgorod, tout juste promu en première division pour la saison 2021-2022. Sous ses ordres, le club parvient à se maintenir dans l'élite en terminant onzième avec un point d'avance sur les barrages de relégation. Il quitte son poste à l'issue de cette seule saison.
Depuis mai 2024, il était l'entraîneur de Kairat. Le 3 septembre de la même année, son contrat a été résilié d'un commun accord, et Kerjakov a quitté le club. Sous sa direction, Kairat a joué 12 matchs. Lors de ces matchs, l'équipe a gagné 6 fois, fait match nul 3 fois et perdu 3 fois.

## Statistiques
| Saison                | Club                     | Championnat           | Championnat | Championnat | Coupe(s) nationale(s) | Coupe(s) nationale(s) | Compétition(s) continentale(s) | Compétition(s) continentale(s) | Compétition(s) continentale(s) | Russie | Russie | Total | Total |
| Saison                | Club                     | Division              | M.          | B.          | M.                    | B.                    | Comp.                          | M.                             | B.                             | M.     | B.     | M.    | B.    |
| 2001                  | Zénith Saint-Pétersbourg | Premier-Liga          | 28          | 6           | 2                     | 1                     | -                              | -                              | -                              | -      | -      | 30    | 7     |
| 2002                  | Zénith Saint-Pétersbourg | Premier-Liga          | 29          | 14          | 5                     | 1                     | C3                             | 2                              | 2                              | 7      | 3      | 43    | 20    |
| 2003                  | Zénith Saint-Pétersbourg | Premier-Liga          | 27          | 13          | 2                     | 3                     | -                              | -                              | -                              | 8      | 0      | 37    | 16    |
| 2004                  | Zénith Saint-Pétersbourg | Premier-Liga          | 29          | 18          | 2                     | 5                     | C3                             | 7                              | 6                              | 7      | 0      | 45    | 29    |
| 2005                  | Zénith Saint-Pétersbourg | Premier-Liga          | 25          | 7           | 5                     | 1                     | C3                             | 8                              | 3                              | 10     | 4      | 48    | 15    |
| 2006                  | Zénith Saint-Pétersbourg | Premier-Liga          | 21          | 6           | 7                     | 5                     | C3                             | 6                              | 4                              | 2      | 0      | 36    | 15    |
| Sous-total            | Sous-total               | Sous-total            | 159         | 64          | 23                    | 16                    | -                              | 23                             | 15                             | 34     | 7      | 239   | 102   |
| 2006-2007             | Séville FC               | Liga                  | 15          | 5           | 5                     | 0                     | C3                             | 8                              | 2                              | 6      | 5      | 34    | 12    |
| 2007-2008             | Séville FC               | Liga                  | 11          | 3           | 4                     | 0                     | C1                             | 3                              | 1                              | 4      | 1      | 22    | 5     |
| Sous-total            | Sous-total               | Sous-total            | 26          | 8           | 9                     | 0                     | -                              | 11                             | 3                              | 10     | 6      | 56    | 17    |
| 2008                  | Dynamo Moscou            | Premier-Liga          | 27          | 7           | 2                     | 1                     | -                              | -                              | -                              | -      | -      | 29    | 8     |
| 2009                  | Dynamo Moscou            | Premier-Liga          | 24          | 12          | 2                     | 2                     | C1+C3                          | 2+2                            | 0+1                            | 6      | 2      | 36    | 17    |
| Sous-total            | Sous-total               | Sous-total            | 51          | 19          | 4                     | 3                     | -                              | 4                              | 1                              | 6      | 2      | 65    | 25    |
| 2010                  | Zénith Saint-Pétersbourg | Premier-Liga          | 28          | 13          | 3                     | 0                     | C1                             | 4                              | 0                              | 2      | 2      | 37    | 15    |
| 2011-2012             | Zénith Saint-Pétersbourg | Premier-Liga          | 32          | 23          | 3                     | 0                     | C3+C1                          | 4+4                            | 4+0                            | 12     | 2      | 55    | 29    |
| 2012-2013             | Zénith Saint-Pétersbourg | Premier-Liga          | 23          | 10          | 2                     | 0                     | C1+C3                          | 5+3                            | 1+0                            | 8      | 3      | 41    | 14    |
| 2013-2014             | Zénith Saint-Pétersbourg | Premier-Liga          | 19          | 6           | 1                     | 0                     | C1                             | 11                             | 4                              | 12     | 4      | 43    | 14    |
| 2014-2015             | Zénith Saint-Pétersbourg | Premier-Liga          | 14          | 3           | 1                     | 0                     | C1+C3                          | 5+1                            | 1+0                            | 6      | 4      | 27    | 8     |
| 2016-2017             | Zénith Saint-Pétersbourg | Premier-Liga          | 14          | 1           | 1                     | 0                     | C3                             | 3                              | 1                              | -      | -      | 18    | 2     |
| Sous-total            | Sous-total               | Sous-total            | 130         | 56          | 11                    | 0                     | -                              | 40                             | 11                             | 40     | 15     | 221   | 82    |
| 2015-2016             | FC Zurich (prêt)         | Super League          | 17          | 5           | 2                     | 2                     | -                              | -                              | -                              | 1      | 0      | 20    | 7     |
| Total sur la carrière | Total sur la carrière    | Total sur la carrière | 383         | 152         | 49                    | 21                    | -                              | 78                             | 30                             | 91     | 30     | 601   | 233   |

## Palmarès
- 2002 : Meilleur jeune joueur du Championnat de Russie de football
- 2002 : Élu meilleur attaquant de Russie par la Fédération de Russie de football
- 2003 : Élu meilleur attaquant de Russie par la Fédération de Russie de football
- 2003 : Élu meilleur attaquant par le magazine Russie Sport-Express
- 2003 : Vainqueur de la Coupe de la Ligue de Russie (Zénith)
- 2004 : Meilleur buteur du Championnat de Russie de football
- 2004 : Élu "gentleman" de l'année par le magazine russe Komsomolskaya Pravda
- 2005 : Élu joueur de l'année par les entraîneurs des clubs du Championnat de Russie de football
- 2007 : Vainqueur de la Coupe UEFA (FC Séville)
- 2007 : Vainqueur de la Coupe d'Espagne de football (FC Séville)
- 2007 : Vainqueur de la Supercoupe d'Espagne (FC Séville)
- 2010 : Vainqueur de la Coupe de Russie de football (Zénith)
- 2010 : Vainqueur du Championnat de Russie de football (Zénith)
- 2011 : Vainqueur de la Supercoupe de Russie (Zénith)
- 2012 : Vainqueur du Championnat de Russie de football (Zénith)
- 2015 : Vainqueur du Championnat de Russie de football (Zénith)
- 2016 : Vainqueur de la Coupe de Suisse de football (FC Zurich)

### Buts en sélection
| Buts en sélection de Aleksandr Kerjakov | Buts en sélection de Aleksandr Kerjakov | Buts en sélection de Aleksandr Kerjakov | Buts en sélection de Aleksandr Kerjakov | Buts en sélection de Aleksandr Kerjakov | Buts en sélection de Aleksandr Kerjakov | Buts en sélection de Aleksandr Kerjakov |
| #                                       | Date                                    | Lieu                                    | Adversaire                              | Score                                   | Résultats                               | Compétitions                            |
| --------------------------------------- | --------------------------------------- | --------------------------------------- | --------------------------------------- | --------------------------------------- | --------------------------------------- | --------------------------------------- |
| 1                                       | 21 août 2002                            | Stade Lokomotiv, Moscou                 | Suède                                   | 1-0                                     | 1-1                                     | Match amical                            |
| 2                                       | 7 septembre 2002                        | Stade Lokomotiv, Moscou                 | République d'Irlande                    | 3-1                                     | 4-2                                     | Éliminatoires Euro 2004                 |
| 3                                       | 16 octobre 2002                         | Stade central, Volgograd                | Albanie                                 | 1-0                                     | 4-1                                     | Éliminatoires Euro 2004                 |
| 4                                       | 26 mars 2005                            | Rheinpark Stadion, Vaduz                | Liechtenstein                           | 1-0                                     | 2-1                                     | Éliminatoires de la Coupe du monde 2006 |
| 5                                       | 3 septembre 2005                        | Stade Lokomotiv, Moscou                 | Liechtenstein                           | 1-0                                     | 2-0                                     | Éliminatoires de la Coupe du monde 2006 |
| 6                                       | 3 septembre 2005                        | Stade Lokomotiv, Moscou                 | Liechtenstein                           | 2-0                                     | 2-0                                     | Éliminatoires de la Coupe du monde 2006 |
| 7                                       | 8 octobre 2005                          | Stade Lokomotiv, Moscou                 | Luxembourg                              | 2-0                                     | 5-1                                     | Éliminatoires de la Coupe du monde 2006 |
| 8                                       | 24 mars 2007                            | A. Le Coq Arena, Tallinn                | Estonie                                 | 1-0                                     | 2-0                                     | Éliminatoires Euro 2008                 |
| 9                                       | 24 mars 2007                            | A. Le Coq Arena, Tallinn                | Estonie                                 | 2-0                                     | 2-0                                     | Éliminatoires Euro 2008                 |
| 10                                      | 2 juin 2007                             | Stade Petrovski, Saint-Pétersbourg      | Andorre                                 | 1-0                                     | 4-0                                     | Éliminatoires Euro 2008                 |
| 11                                      | 2 juin 2007                             | Stade Petrovski, Saint-Pétersbourg      | Andorre                                 | 2-0                                     | 4-0                                     | Éliminatoires Euro 2008                 |
| 12                                      | 2 juin 2007                             | Stade Petrovski, Saint-Pétersbourg      | Andorre                                 | 3-0                                     | 4-0                                     | Éliminatoires Euro 2008                 |
| 13                                      | 8 septembre 2007                        | Stade Lokomotiv, Moscou                 | Macédoine du Nord                       | 3-0                                     | 3-0                                     | Éliminatoires Euro 2008                 |
| 14                                      | 10 juin 2009                            | Stade olympique, Helsinki               | Finlande                                | 1-0                                     | 3-0                                     | Éliminatoires de la Coupe du monde 2010 |
| 15                                      | 10 juin 2009                            | Stade olympique, Helsinki               | Finlande                                | 2-0                                     | 3-0                                     | Éliminatoires de la Coupe du monde 2010 |
| 16                                      | 8 octobre 2010                          | Aviva Stadium, Dublin                   | République d'Irlande                    | 1-0                                     | 3-2                                     | Éliminatoires Euro 2012                 |
| 17                                      | 21 octobre 2012                         | Philip II Arena, Skopje                 | Macédoine du Nord                       | 1-0                                     | 1-0                                     | Éliminatoires Euro 2012                 |
| 18                                      | 25 mai 2012                             | Stade Lokomotiv, Moscou                 | Uruguay                                 | 1-1                                     | 1-1                                     | Match amical                            |
| 19                                      | 1er juin 2012                           | Stade du Letzigrund, Zurich             | Italie                                  | 1-0                                     | 3-0                                     | Match amical                            |
| 20                                      | 11 septembre 2012                       | National Stadium, Ramat Gan             | Israël                                  | 1-0                                     | 4-0                                     | Éliminatoires de la Coupe du monde 2014 |
| 21                                      | 11 septembre 2012                       | National Stadium, Ramat Gan             | Israël                                  | 3-0                                     | 4-0                                     | Éliminatoires de la Coupe du monde 2014 |
| 22                                      | 12 octobre 2012                         | Stade Loujniki, Moscou                  | Portugal                                | 1-0                                     | 1-0                                     | Éliminatoires de la Coupe du monde 2014 |
| 23                                      | 6 septembre 2013                        | Stade central, Kazan                    | Luxembourg                              | 3-0                                     | 4-1                                     | Éliminatoires de la Coupe du monde 2014 |
| 24                                      | 11 octobre 2013                         | Stade Josy-Barthel, Luxembourg          | Luxembourg                              | 4-0                                     | 4-0                                     | Éliminatoires de la Coupe du monde 2014 |
| 25                                      | 26 mai 2014                             | Stade Loujniki, Moscou                  | Slovénie                                | 1-0                                     | 1-0                                     | Match amical                            |
| 26                                      | 17 juin 2014                            | Arena Pantanal, Cuiabá                  | Corée du Sud                            | 1-1                                     | 1-1                                     | Coupe du monde 2014                     |
| 27                                      | 3 septembre 2014                        | Arena Khimki, Khimki                    | Azerbaïdjan                             | 1-0                                     | 4-0                                     | Match amical                            |
| 28                                      | 3 septembre 2014                        | Arena Khimki, Khimki                    | Azerbaïdjan                             | 2-0                                     | 4-0                                     | Match amical                            |
| 29                                      | 18 novembre 2014                        | Groupama Arena, Budapest                | Hongrie                                 | 2-0                                     | 2-1                                     | Match amical                            |
| 30                                      | 7 juin 2015                             | Arena Khimki, Khimki                    | Biélorussie                             | 4-2                                     | 4-2                                     | Match amical                            |